# Drnový potok
Drnový potok är ett vattendrag i Tjeckien. Det ligger i den västra delen av landet, 110 km sydväst om huvudstaden Prag.